# IFPI香港唱片銷量大獎頒獎禮2005
IFPI香港唱片銷量大獎頒獎禮2005是由國際唱片業協會(香港會)（IFPI）舉辦之一香港唱片頒獎典禮，由核數師計算香港地區2005年的唱片銷量，後頒發獎項予最高銷量的唱片。

## 得獎名單[1]

### 十大本地銷量歌手
- 容祖兒(本年度一共推出4張唱片）
- 古巨基(本年度一共推出3張唱片）
- 張學友(本年度一共推出3張唱片）
- 陳奕迅(本年度一共推出4張唱片）
- 王菲 (本年度一共推出4張唱片）
- Twins (本年度一共推出4張唱片）
- 陳慧琳 (本年度一共推出3張唱片）
- 衛蘭(本年度一共推出2張唱片）
- 何韻詩(本年度一共推出2張唱片）
- 達明一派(本年度一共推出2張唱片）

### 最高銷量廣東唱片
- 《活出生命LIVE演唱會》 ——張學友

### 十大銷量廣東唱片
- 《活出生命LIVE演唱會》 ——張學友
- 《勁歌. 金曲 新曲+精選》 ——古巨基
- 《Such a Better Day》 ——Twins
- 《古巨基05勁歌. 金曲演唱會》 ——古巨基
- 《星戰》 ——古巨基
- 《喜歡祖兒3 新曲+精選》 ——容祖兒
- 《The Ultimate Story》 ——BEYOND
- 《U87》 ——陳奕迅
- 《壓軸拉闊音樂會》 ——李克勤、容祖兒
- 《情菲得意》 ——王菲

### 最高銷量國語唱片
- 《周傑倫2004臺北演唱會》 ——周杰倫

### 十大銷量國語唱片
- 《周傑倫2004臺北演唱會》 ——周杰倫
- 《太平盛世》 ——陶喆
- 《菲比尋常》 ——王菲
- 《見習愛神 》 ——Twins
- 《心中的日月》 ——王力宏
- 《完美的一天 》 ——孫燕姿
- 《十一月的蕭邦》 ——周杰倫
- 《Encore》 ——S.H.E.
- 《無限》 ——F.I.R.
- 《曖昧》 ——楊丞琳

### 十大銷量外語唱片
- 《X&Y》 ——Coldplay
- 《Monkey Business》 ——The Black Eyed Peas
- 《Greatest Hits: My Prerogative》 ——Britney Spears
- 《Destiny Fulfilled》 ——Destiny’s Child
- 《Collision Course》 ——Linkin Park & Jay-Z
- 《Confessions on A Dance Floor》 ——Madonna
- 《The Emancipation Of Mimi》 ——Mariah Carey
- 《It’s Time》 ——Michael Buble
- 《Demon Days》 ——Gorillaz
- 《Intensive Care》 ——Robbie Williams

### 最暢銷日、韓語唱片
- 《My Story》 ——濱崎步
- 《SENTIMENTALovers》 ——平井堅
- 《It’s Raining》 ——Rain
- 《Rainy Day First Live Concert》 ——Rain
- 《Ageha》 ——W-inds

### 最暢銷音樂、電影、電視原聲及精選唱片
- 《Always》 ——Various Artists
- 《Disney Magic》 ——Various Artists
- 《Greatest Love Of All》 ——Various Artists
- 《家傳戶曉2》 ——Various Artists
- 《笑傲歌壇黃霑傳世經典》 ——Various Artists

### 最暢銷女新人
- 衛蘭
- 王菀之
- 鄧麗欣

### 最暢銷男新人
- 方大同
- 側田
- 關智斌

### 最暢新組合
- Soler
- PixelToy
- Krusty

### 全年最高銷量本地女歌手
- 容祖兒

### 全年最高銷量本地男歌手
- 古巨基